# 571

## Nașteri
- dată necunoscută: Mahomed conducătorul politic arab și fondatorul islamului (d. 632)